# Cratere Adamson
Adamson  è un cratere sulla superficie di Venere. Deve il suo nome a Joy Adamson, naruralista austriaca del XX secolo.